# Corgatha comorana
Corgatha comorana is een vlinder uit de familie spinneruilen (Erebidae). De wetenschappelijke naam is voor het eerst geldig gepubliceerd in 1981 door Viette.
De soort komt voor in tropisch Afrika.